# Quan hệ ngoại giao Singapore
Singapore trước mắt đã kiến lập quan hệ ngoại giao chính thức với 189 nước, vẫn thiếu ba nước châu Phi trong các nước thành viên Liên hợp quốc: nước Cộng hoà Trung Phi, Nam Sudan và Burundi chưa kiến lập quan hệ ngoại giao với Singapore.
Singapore gia nhập Liên hợp quốc và Thịnh vượng chung Anh vào năm 1965, gia nhập Hiệp hội các nước Đông Nam Á vào năm 1967, gia nhập Tổ chức Hợp tác kinh tế châu Á - Thái Bình Dương vào năm 1989.
Singapore đã qua đảm nhiệm thành viên không thường trực Hội đồng Bảo an Liên hợp quốc vào năm 2001 - năm 2002, rồi lại gửi quân lính tham dự nhiệm vụ giữ gìn hoà bình với Liên hợp quốc ở các nơi như Kuwait, Angola, Campuchia và Đông Timor. Năm 2004 Singapore cũng đã gửi một cánh đội ngũ cứu trợ y tế gồm 120 người tham gia công tác quản lí kiểm soát Iraq sau chiến tranh Iraq.
Singapore mặc dù là nước thành viên của phong trào Không liên kết, thi hành chính sách ngoại giao hoà bình, trung lập và không kết thành đồng minh, chủ trương phát triển quan hệ hợp tác hữu nghị với tất cả các nước có chế độ xã hội khác nhau, nhưng mà sẽ ngay lập tức tự mình coi là nước đồng minh chủ yếu của Hoa Kỳ ở khu vực Đông Nam Á, ngoài ra Singapore phát huy ảnh hưởng trọng yếu ở trong Hiệp hội các nước Đông Nam Á, là một trong năm nước khởi xướng và phát động của tổ chức đó. Năm 2004, khoảng thời gian Bộ trưởng Quốc phòng Hoa Kỳ Donald Rumsfeld thăm hỏi Singapore, Singapore lại đề nghị rằng vì mục đích duy trì an toàn thuyền tàu lưu thông ở eo biển Malacca nên mời chào Hải quân Hoa Kỳ tham dự công tác tuần tra ở vùng biển đó, nhưng mà bị sự phản đối của nước láng giềng chung quanh như Malaysia và Indonesia.
Về phương diện ASEAN, Singapore hết sức giữ gìn sự đoàn kết và hợp tác của ASEAN, thúc đẩy ASEAN phát huy ảnh hưởng lớn hơn ở trong các công việc của khu vực; đối với châu Á, chú trọng quan hệ hợp tác với các nước châu Á nhất là các nước trọng yếu như Trung Quốc, Nhật Bản, Hàn Quốc và Ấn Độ; thi hành chính sách "cân bằng nước lớn", chủ trương kiến lập kết cấu và cách thức cán cân chiến lược Mĩ, Trung, Nhật và Ấn ở châu Á - Thái Bình Dương; làm nổi bật ngoại giao kinh tế, tích cực xúc tiến tự do hoá đầu tư và thương mại; đã kí kết hiệp định thương mại tự do song phương với nhiều nước. Đã gia nhập "Hiệp định Đối tác toàn diện và tiến bộ xuyên Thái Bình Dương" (CPTPP); đã đề xướng thành lập các cơ chế hợp tác xuyên châu lục như Hội nghị Á - Âu và Diễn đàn Đông Á - Mĩ La-tinh. Tích cực thúc đẩy kí kết "Hiệp định Hợp tác chống cướp biển giữa các chính phủ của khu vực châu Á" (ReCAAP).

## Tình hình ngoại giao Singapore
Mặc dù trong khoảng thời gian Chiến tranh Lạnh Singapore từng là một trong các nước kiên quyết phản đối chủ nghĩa cộng sản nhất trên thế giới, mấy năm gần đây cho tới nay nước đó dần dần coi trọng quan hệ với Trung Quốc, và trù liệu giải quyết êm dịu chậm rãi cục thế hai bờ eo biển, từng cử hành qua hội đàm Uông - Cô (Uông Đạo Hàm đại biểu Trung quốc đại lục, Cô Chấn Phủ đại biểu Đài Loan), người lãnh đạo của nó cũng nhiều lần được biết là "phái viên bí mật" của hai bờ eo biển.
Singapore là nước thành viên của Liên hợp quốc, đã qua đảm nhiệm thành viên không thường trực Hội đồng Bảo an Liên hợp quốc vào năm 2001 - năm 2002, rồi lại gửi quân lính tham dự nhiệm vụ giữ gìn hoà bình với Liên hợp quốc ở các nơi như Kuwait, Angola, Campuchia và Đông Timor; Singapore cũng là nước hội viên Thịnh vượng chung Anh và thành viên của Tổ chức Hợp tác kinh tế châu Á - Thái Bình Dương. Năm 2004 Singapore cũng đã gửi một cánh đội ngũ cứu trợ y tế gồm 120 người tham gia công tác quản lí kiểm soát Iraq sau chiến tranh Iraq.
Về phương diện ngoại giao, nước hay phát sinh tranh chấp nhất của Singapore là Malaysia - nước láng giềng của nó, tranh chấp chủ yếu của hai nước bao gồm vấn đề mức giá cấp nước từ Malaysia về Singapore, tranh chấp chủ quyền đá ngầm Pedra Branca (đã trao Toà án Trọng tài thường trực phán xử quyết định), công trình lấp biển ở Singapore và xây dựng cầu đê dài Johor - Singapore. Ngoài ra hai nước cũng dễ dàng xảy ra tranh cãi về vấn đề tôn giáo và chủng tộc khá nhạy cảm: thí dụ sau khi một trường học chính phủ của Singapore quyết định đuổi một nữ học sinh Hồi giáo kiên trì đội khăn bịt đầu đi học vào năm 2003, rất nhiều người Malaysia liền đến đại sứ quán Singapore đưa ra ý kiến chống đối; tuy nhiên các tờ báo giấy Singapore cũng thường hay chỉ trích người Hoa ở Malaysia bị đối xử không công bằng ở nhiều phương diện, đặc biệt là ở phương diện giáo dục. Năm 2004, khoảng thời gian Bộ trưởng Quốc phòng Hoa Kỳ Donald Rumsfeld thăm hỏi Singapore, Singapore lại đề nghị rằng vì mục đích duy trì an toàn thuyền tàu lưu thông ở eo biển Malacca nên mời chào Hải quân Hoa Kỳ tham dự công tác tuần tra ở vùng biển đó, nhưng mà bị sự phản đối của nước láng giềng chung quanh như Malaysia và Indonesia.

## Một số chính sách ngoại giao của Singapore
Thi hành "chính sách cân bằng nước lớn". "Chính sách cân bằng nước lớn" là hạt nhân trung tâm trong chính sách quốc phòng và ngoại giao của Singapore, bất luận từ góc độ an ninh hay là từ góc độ kinh tế, nó đều cần nương nhờ sự "thu hút nhiều phía" và "chống đỡ nhiều phía" của các nước lớn thì mới có thể sinh tồn, do đó Singapore chủ trương thế lực Hoa Kỳ tiếp tục ở lại khu vực châu Á - Thái Bình Dương (như đề nghị của Singapore nhân dịp Bộ trưởng Quốc phòng Hoa Kỳ thăm hỏi Singapore mà được nói trong đoạn văn trên), để đảm bảo "cân bằng lực lượng" ở khu vực này; chính phủ Singapore cho biết là Hoa Kỳ cần phải bảo lưu căn cứ quân sự và tăng cường lực lượng quân sự ở Đông Nam Á, và lại hoan nghênh Hoa Kỳ sử dụng cơ cấu quân sự của Singapore. Chủ trương Nhật Bản phát huy ảnh hưởng càng thêm lớn về phương diện chính trị và kinh tế ở khu vực châu Á - Thái Bình Dương, nhưng mà kiên quyết phản đối Nhật Bản đóng vai trò trọng yếu vượt trội về mặt quân sự, cũng giữ vững ý kiến phản đối về vấn đề Nhật Bản gia nhập thành viên thường trực của Hội đồng Bảo an Liên hợp quốc. Singapore vô cùng coi trọng phát triển quan hệ hợp tác hữu nghị với Trung Quốc; song, cũng giữ gìn quan hệ vượt qua mức độ "mật thiết" với Đài Loan, cũng cùng một kiểu với Hoa Kỳ về vấn đề Đài Loan, lờ mờ không rõ ràng.
Tích cực triển khai quan hệ qua lại đối ngoại lấy ngoại giao kinh tế làm trọng điểm, tăng cường hợp tác kinh tế với các nước và khu vực. Singapore tích cực tham dự hoạt động của tổ chức hợp tác kinh tế khác nhau ở khu vực châu Á - Thái Bình Dương, tiến cử sự hình thành khu mậu dịch tự do ASEAN, đề xướng dẫn đạo hình thức hợp tác kinh tế "tam giác tăng trưởng" ASEAN, coi trọng phát triển quan hệ kinh tế thương mại với các nước và khu vực như Hoa Kỳ, Nhật Bản, Tây Âu, Trung Quốc, Ấn Độ, v.v
Singapore đã kiến lập quan hệ ngoại giao cấp đại sứ với hơn 90 nước trên thế giới, đã kiến lập quan hệ mậu dịch với 117 nước và khu vực.

## Quan hệ ngoại giao của Singapore

### Quan hệ với Hoa Kỳ
Singapore kiến lập quan hệ ngoại giao với Hoa Kỳ vào ngày 4 tháng 4 năm 1966. Coi trọng quan hệ với Hoa Kỳ. Hoa Kỳ từ lâu là đối tác thương mại và nước đầu tư có vốn nước ngoài lớn nhất của Singapore. Cơ cấu chi nhánh của ngân hàng có tiền vốn của Mĩ mà được xây dựng và mở cửa ở Singapore đạt đến hơn 30 cơ cấu.

### Quan hệ với Nhật Bản
Singapore kiến lập quan hệ ngoại giao với Nhật Bản vào ngày 26 tháng 4 năm 1966. Có quan hệ mật thiết với Nhật Bản. Nhật Bản là đối tác thương mại lớn thứ 3 của Singapore. Về phương diện nhập khẩu, Nhật Bản là nước nhập khẩu lớn nhất của Singapore. Đồng thời, Nhật Bản là nguồn đầu tư nước ngoài chủ yếu của Singapore, trọng điểm đầu tư là ngành hoá chất và điện tử.

### Quan hệ với Malaysia
Singapore kiến lập quan hệ ngoại giao với Malaysia vào ngày 1 tháng 9 năm 1965, coi trọng quan hệ truyền thống với Malaysia. Singapore là nhà đầu tư nước ngoài lớn thứ 6 ở Malaysia, chỉ đứng sau Hoa Kỳ, Nhật Bản, Đài Loan, Pháp và Úc. Trong khủng hoảng tài chính châu Á năm 1997, hai nước Singapore và Malaysia vì vấn đề di dời trạm xe lửa Tanjong Pagar, vấn đề thoả thuận cung ứng nước ngọt từ Malaysia về Singapore, vấn đề phê bình đối với Malaysia được ghi chép trong hồi kí Lí Quang Diệu và vấn đề cạnh tranh trong lĩnh vực kinh tế của hai nước cho nên sản sinh tranh chấp giằng co, sau khi căng thẳng mối quan hệ trải qua hiệp thương rồi được giải quyết, quan hệ hai nước khôi phục bình thường.
Được coi là nước láng giềng gần nhất của Singapore, Singapore có lịch sử và quan hệ ngoại giao vô cùng thân mật và gần gũi với Malaysia, Singapore từng là một phần của Liên bang Mã-lai-á, nhưng vào năm 1965, bởi vì sự chia rẽ về chính trị và căng thẳng giữa các mối quan hệ chủng tộc (người Mã Lai và người Hoa ở Mã Lai) cho nên dẫn đến chia li, mặc dù như vậy giữa hai nước vẫn giữ gìn quan hệ thân mật và gần gũi cao độ, kinh tế và xã hội nương tựa lẫn nhau mà tồn tại, các loại thịt tươi mới, nước sạch và rau cải của Singapore đều do Malaysia nhập khẩu, rất nhiều người dân Malaysia cũng sẽ đến Singapore đi làm, một số người Malaysia có quyền cư trú lâu dài hơn ở Singapore, đồng thời cũng có không ít người qua lại giữa bang Johor và Johor Bahru, trong 40 năm qua, quan hệ song phương đã đi qua 40 năm thăng trầm cao thấp, bây giờ vẫn như trước ta có thể cảm được sự căng thẳng của hai phía, nhưng mà hợp tác song phương càng ngày càng chặt chẽ, mật thiết, thí dụ như tuần tra canh gác qua lại lẫn nhau ở eo biển Malacca (dựa theo Thoả thuận Phối hợp phòng ngừa của năm nước FPDA), đồng thời hai nước cũng thường hay tiến hành diễn tập quân sự chung.
Về phương diện ngoại giao, Singapore hay có tranh chấp với nước láng giềng Malaysia về nguồn nước, lãnh thổ, chủng tộc, tôn giáo, giáo dục: thí dụ vấn đề mức giá cấp nước từ Malaysia về Singapore, tranh chấp chủ quyền đá ngầm Pedra Branca (thông qua Toà án Trọng tài thường trực mà phán xử quyết định vào ngày 23 tháng 5 năm 2008, chủ quyền Pedra Branca thuộc về Singapore), công trình lấp biển ở Singapore và xây dựng cầu đê dài Johor - Singapore, một trường học chính phủ của Singapore quyết định đuổi một nữ học sinh Hồi giáo kiên trì đội khăn bịt đầu đi học vào năm 2003, rất nhiều người Malaysia liền đến đại sứ quán Singapore biểu tình đưa ra ý kiến chống đối.
Phim điện ảnh Singapore "Chạy đi! Con trai" (Homerun) đề cập đến Malaysia có quan hệ ngoại giao phức tạp với Singapore.

### Quan hệ với Indonesia
Singapore kiến lập quan hệ ngoại giao với Indonesia vào ngày 1 tháng 1 năm 1966. Quan hệ hai nước mấy năm qua vì nguyên do chủ nghĩa bá quyền của Indonesia ở Đông Nam Á nên phát sinh căng thẳng, nhưng vào năm 2005, Singapore kí kết bản ghi nhớ hiểu rõ và tha thứ (MoU) với Indonesia, mở rộng lớn hơn quyền hàng không lẫn nhau giữa hai nước, thủ tướng Singapore Lí Hiển Long đã hội kiến tổng thống Indonesia Susilo Bambang Yudhoyono ở đảo Bali vào năm 2005, và chỉ sau hai ngày vụ nổ bom ở đảo Bali năm 2005, hai phía liền đồng ý tăng cường đả kích chủ nghĩa khủng bố, và lại thảo luận về hợp tác kinh tế, thương mại và đầu tư, về tổng thể quan hệ Indonesia và Singapore có chiều hướng triển khai tốt, nhưng mà trước mắt cũng có một ít vấn đề như Indonesia cấm chỉ xuất khẩu đá hoa cương và cát đến Singapore, song hai thứ vật liệu này là cần thiết đối với ngành kiến trúc Singapore.

### Quan hệ với Trung Quốc
Singapore kiến lập quan hệ ngoại giao với nước Cộng hoà Nhân dân Trung Hoa vào ngày 3 tháng 10 năm 1990. Vào thời kì chiến tranh Lạnh, Singapore từng là một trong các nước kiên quyết phản đối chủ nghĩa cộng sản nhất trên thế giới. Dù hoàn toàn không có kiến lập quan hệ ngoại giao chính thức với Trung Hoa dân quốc nhưng Singapore mượn nhờ Đài Loan để tiến hành huấn luyện quân sự hằng năm. Bởi vì nguyên nhân lịch sử và thân phận gốc Hoa của người lãnh đạo, trong cục thế hoà giải Trung Quốc đại lục và Đài Loan ở hai bờ eo biển Đài Loan, lập tức cử hành hội đàm Uông - Cô năm 1993 ở Singapore, người lãnh đạo của nó cũng được biết là "mật sứ" chuyển lời cho Trung Quốc đại lục và Đài Loan.
Quan hệ kinh tế của hai nước mật thiết, kim ngạch thương mại hai phía tăng trưởng mau chóng. Thương phẩm xuất khẩu của Trung Quốc về Singapore chủ yếu bao gồm đồ dệt may và phục trang, sản phẩm điện tử, dầu đốt thô và dầu đốt thành phẩm, kim loại có màu, thuyền tàu, rau cải và trái cây, cây thuốc lá và thiết bị phát điện. Singapore chủ yếu xuất khẩu về Trung Quốc dầu đốt thành phẩm, vi mạch điện, bộ truyền động mâm từ (ổ đĩa máy tính), linh kiện quan trọng xử lí số liệu, v.v Singapore là nước có nguồn vốn nước ngoài lớn thứ tư ở Trung Quốc. Lĩnh vực đầu tư của Singapore ở Trung Quốc chủ yếu là các ngành nghề như thiết bị cơ sở, sức khoẻ và y dược, gia công và sản xuất nông sản, chế tạo cơ giới, điện lực, vận chuyển trên biển và tài chính. Singapore là một trong các nước và thị trường nhận thầu lao động nước ngoài trọng yếu nhất của Trung Quốc.

### Quan hệ với Philippines
Có quan hệ kinh tế mật thiết. Philippines là đối tác thương mại lớn thứ 15 của Singapore, Singapore là đối tác thương mại lớn thứ 3 của Philippines. Tháng 3 năm 1995, một nữ làm thuê quốc tịch Philippines bị thắt cổ chết ở Singapore sự việc này hình thành một trận căng thẳng của quan hệ hai nước. Hai phía giải quyết sau khi trải qua hiệp thương, quan hệ hai nước khôi phục bình thường.

### Quan hệ với Việt Nam
Quan hệ hai nước phát triển mau chóng vào năm 1994, quan hệ kinh tế và thương mại thường xuyên. Nhà sản xuất Singapore hăng hái đầu tư đặt nhà máy ở Việt Nam, đứng đầu trong số các nước có vốn nước ngoài ở Việt Nam.

### Quan hệ với Thái Lan
Quan hệ kinh tế mật thiết. Singapore là nước thương mại lớn thứ 3 của Thái Lan, chỉ đứng sau Nhật Bản và Hoa Kỳ, Thái Lan là nước thương mại lớn thứ 5 của Singapore. Singapore vẫn là nước đầu tư lớn thứ 3 của Thái Lan.